# 郭涛 (中将)
郭涛（1926年2月—2011年11月3日），河北魏县人，中国人民解放军将领、中国人民解放军中将。
郭涛1926年2月出生于河北省魏县三区蔡小庄村，1941年加入中共军队，1945年参加中国共产党。1988年被授予中国人民解放军中将，曾任南京军区副司令员。任第六届、七届全国人民代表大会代表。
郭涛于2011年11月3日在南京病逝。